# Madona Granduca
Madona Granduca (italsky Madonna del Granduca, Velkovévodova Madona) je název obrazu namalovaného italským renesančním umělcem Raffaelem Santim.
Dílo, označované také Madona s Dítětem, v sobě nezapře leonardovský vliv obohacený raffaelovským podáním plastičtějšieho zobrazení tvarů.
Z tmavého pozadí se vynořuje postava něžné až křehké Madony držící na rukou dítě. Z obrazu je cítit neuvěřitelnou hloubku mateřské lásky. Obraz v podstatě kompozičně velmi jednoduchý působí svou uměleckou hloubkou a procítěnosti nesmírně dokonale a to i přesto, že patří k Raffaelovým raným pracím. Lze říci, že Madona Granduca je skutečným klasickým příkladem dokonalosti.
Historické záznamy mlčí o tom, pro koho Raffael tento obraz, během svého pobytu ve Florencii, namaloval. Víme, že od roku 1799 ho vlastnil lotrinský velkovévoda Ferdinand III. (Odtud název díla). Je zřejmé, že ho získal z majetku jiného florentského malíře Carla Dolciho.